# Palmarès, statistiques et records de Pete Sampras

## Performances en simple
| Tournois                                         | 1988  | 1989         | 1990         | 1991         | 1992  | 1993         | 1994         | 1995         | 1996  | 1997         | 1998         | 1999         | 2000  | 2001         | 2002         | Ratio TP   | V-D en carrière | % Victoire |
| ------------------------------------------------ | ----- | ------------ | ------------ | ------------ | ----- | ------------ | ------------ | ------------ | ----- | ------------ | ------------ | ------------ | ----- | ------------ | ------------ | ---------- | --------------- | ---------- |
| Grands Chelems                                   |       |              |              |              |       |              |              |              |       |              |              |              |       |              |              |            |                 |            |
| Open d'Australie                                 | NQ    | 1T           | HF           | A            | A     | DF           | V            | F            | 3T    | V            | QF           | A            | DF    | HF           | HF           | 2 / 11     | 45-9            | 83 %       |
| Roland-Garros                                    | NQ    | 2T           | A            | 2T           | QF    | QF           | QF           | 1T           | DF    | 3T           | 2T           | 2T           | 1T    | 2T           | 1T           | 0 / 13     | 24-13           | 65 %       |
| Wimbledon                                        | NQ    | 1T           | 1T           | 2T           | DF    | V            | V            | V            | QF    | V            | V            | V            | V     | HF           | 2T           | 7 / 14     | 63-7            | 90 %       |
| US Open                                          | 1T    | HF           | V            | QF           | F     | V            | HF           | V            | V     | HF           | SF           | A            | F     | F            | V            | 5 / 14     | 71-9            | 89 %       |
| Ratio TP                                         | 0 / 1 | 0 / 4        | 1 / 3        | 0 / 3        | 0 / 3 | 2 / 4        | 2 / 4        | 2 / 4        | 1 / 4 | 2 / 4        | 1 / 4        | 1 / 2        | 1 / 4 | 0 / 4        | 1 / 4        | 14 / 52    |                 |            |
| Ratio VD                                         | 0-1   | 4-4          | 10-2         | 6-3          | 15-3  | 23-2         | 21-2         | 20-2         | 18-3  | 19-2         | 17-3         | 8-1          | 18-3  | 13-4         | 11-3         |            | 203-38          | 84 %       |
| Masters                                          |       |              |              |              |       |              |              |              |       |              |              |              |       |              |              |            |                 |            |
| ATP Tour World Championship / Tennis Masters Cup | NQ    | NQ           | RR           | V            | DF    | F            | V            | DF           | V     | V            | DF           | V            | DF    | NQ           | NQ           | 5 / 11     | 35-14           | 71 %       |
| Représentation Nationale                         |       |              |              |              |       |              |              |              |       |              |              |              |       |              |              |            |                 |            |
| Jeux olympiques                                  | A     | Non organisé | Non organisé | Non organisé | 3T    | Non organisé | Non organisé | Non organisé | A     | Non organisé | Non organisé | Non organisé | A     | Non organisé | Non organisé | 0 / 1      | 2-1             | 67 %       |
| Coupe Davis                                      | A     | A            | A            | F            | V     | A            | DF           | V            | A     | F            | A            | A            | DF    | A            | DF           | 2 / 7      | 15-8            | 65 %       |
| Super 9 / ATP Masters Series                     |       |              |              |              |       |              |              |              |       |              |              |              |       |              |              |            |                 |            |
| Indian Wells                                     | NMS   | NMS          | 2T           | A            | 3T    | 3T           | V            | V            | QF    | 2T           | 3T           | 2T           | QF    | F            | DF           | 2 / 12     | 27-10           | 73 %       |
| Key Biscayne                                     | NMS   | NMS          | QF           | 2T           | QF    | V            | V            | F            | DF    | DF           | 3T           | QF           | V     | 3T           | 3T           | 3 / 13     | 42-9            | 82 %       |
| Monte Carlo                                      | NMS   | NMS          | A            | A            | 2T    | A            | A            | 2T           | A     | 2T           | 3T           | A            | A     | A            | A            | 0 / 4      | 1-4             | 20 %       |
| Rome                                             | NMS   | NMS          | A            | 2T           | QF    | DF           | V            | 1T           | A     | 1T           | 3T           | 2T           | A     | 1T           | 1T           | 1 / 10     | 17-9            | 65 %       |
| Hamburg                                          | NMS   | NMS          | A            | 3T           | A     | A            | A            | DF           | A     | A            | A            | A            | 2T    | 1T           | 1T           | 0 / 5      | 5-5             | 50 %       |
| Toronto / Montreal                               | NMS   | NMS          | DF           | 2T           | A     | 3T           | A            | F            | A     | A            | QF           | A            | QF    | A            | 3T           | 0 / 7      | 15-7            | 68 %       |
| Cincinnati                                       | NMS   | NMS          | 3T           | F            | V     | DF           | A            | QF           | QF    | V            | F            | V            | 3T    | 2T           | 2T           | 3 / 12     | 36-9            | 80 %       |
| Stuttgart                                        | NMS   | NMS          | DF           | QF           | DF    | 2R           | DF           | DF           | F     | 3T           | DF           | A            | A     | QF           | A            | 0 / 10     | 23-10           | 70 %       |
| Paris                                            | NMS   | NMS          | 3T           | F            | 2T    | QF           | QF           | V            | 2T    | V            | F            | 3T           | A     | A            | A            | 2 / 10     | 24-7            | 77 %       |
| Total ATP Masters 1000 VD                        |       |              |              |              |       |              |              |              |       |              |              |              |       |              |              | 11 / 83    | 190-70          | 73 %       |
| Statistiques                                     |       |              |              |              |       |              |              |              |       |              |              |              |       |              |              |            |                 |            |
| Années                                           | 1988  | 1989         | 1990         | 1991         | 1992  | 1993         | 1994         | 1995         | 1996  | 1997         | 1998         | 1999         | 2000  | 2001         | 2002         | Carrière   | Carrière        | % V        |
| Tournois ATP joués                               | 9     | 19           | 22           | 20           | 21    | 23           | 18           | 21           | 17    | 18           | 22           | 13           | 12    | 15           | 16           | 266        | 266             |            |
| Tournois ATP gagnés                              | 0     | 0            | 4            | 4            | 5     | 8            | 10           | 5            | 8     | 8            | 4            | 5            | 2     | 0            | 1            | 64         | 64              |            |
| Finales ATP disputées                            | 0     | 0            | 0            | 4            | 2     | 1            | 2            | 4            | 1     | 0            | 3            | 0            | 2     | 4            | 1            | 24         | 24              |            |
| Dur                                              | 8-7   | 13-10        | 27-8         | 25-7         | 25-5  | 43-6         | 37-3         | 37-6         | 46-4  | 35-5         | 30-10        | 23-5         | 28-7  | 26-10        | 20-8         | 423-101    | 423-101         | 81 %       |
| Gazon                                            | 0-0   | 2-2          | 6-2          | 5-3          | 7-2   | 7-1          | 11-1         | 12-0         | 4-1   | 8-1          | 8-1          | 12-0         | 11-1  | 6-2          | 2-3          | 101-20     | 101-20          | 84 %       |
| Synthétique                                      | 2-2   | 1-4          | 18-6         | 19-6         | 18-4  | 21-5         | 17-6         | 16-5         | 10-3  | 10-2         | 14-3         | 1-0          | 1-1   | 0-0          | 0-0          | 148-47     | 148-47          | 76 %       |
| Terre battue                                     | 0-1   | 2-3          | 0-1          | 3-3          | 22-8  | 14-4         | 12-2         | 7-5          | 5-3   | 2-4          | 9-3          | 4-3          | 2-4   | 3-4          | 5-6          | 90-54      | 90-54           | 63 %       |
| Ratio VD                                         | 10-10 | 18-19        | 51-17        | 52-19        | 72-19 | 85-16        | 77-12        | 72-16        | 65-11 | 55-12        | 61-17        | 40-8         | 42-13 | 35-16        | 27-17        | 762-222    | 762-222         |            |
| Victoire (%)                                     | 50 %  | 49 %         | 75 %         | 73 %         | 79 %  | 84 %         | 87 %         | 82 %         | 86 %  | 82 %         | 78 %         | 83 %         | 76 %  | 69 %         | 61 %         |            |                 | 77,43 %    |
| Classement                                       | 97    | 81           | 5            | 6            | 3     | 1            | 1            | 1            | 1     | 1            | 1            | 3            | 3     | 10           | 13           | 43 280 489 | 43 280 489      |            |

A - absent ou forfait du tournoi.

1T, 2T, 3T - premier, deuxième et troisième tour; HF - huitièmes de finale; QF - quarts de finale; DF - demi-finale; F - finale; V - vainqueur.

NMS - tournoi n'étant ni un ATP Masters Series ni un Super 9.

NQ - Non qualifié au tournoi.

## Palmarès

### Titres en simple (64)[3]
| Catégorie            | Dur | Gazon | Terre | Moquette | Total |
| -------------------- | --- | ----- | ----- | -------- | ----- |
| Grand Chelem         | 7   | 7     | -     | -        | 14    |
| Masters              | 2   | -     | -     | 3        | 5     |
| Grand Slam Cup       | -   | -     | -     | 2        | 2     |
| Masters Series       | 8   | -     | 1     | 2        | 11    |
| Gold Series          | 9   | -     | -     | 3        | 12    |
| International Series | 10  | 3     | 2     | 5        | 20    |
| Total                | 36  | 10    | 3     | 15       | 64    |

| No | Date       | Nom et lieu du tournoi                                 | Catégorie              | Surface         | Finaliste           | Score                       |          |
| -- | ---------- | ------------------------------------------------------ | ---------------------- | --------------- | ------------------- | --------------------------- | -------- |
| 1  | 19/02/1990 | Ebel U.S. Pro Indoor, Philadelphie                     | Championship Series    | Moquette (int.) | Andrés Gómez        | 7-64, 7-5, 6-2              |          |
| 2  | 18/06/1990 | Manchester Open, Manchester                            | World Series           | Gazon (ext.)    | Gilad Bloom         | 7-69, 7-63                  |          |
| 3  | 27/08/1990 | US Open, New York                                      | G. Chelem              | Dur (ext.)      | Andre Agassi        | 6-4, 6-3, 6-2               | Parcours |
| 4  | 11/12/1990 | Grand Slam Cup, Munich                                 | Masters                | Moquette (int.) | Brad Gilbert        | 6-3, 6-4, 6-2               |          |
| 5  | 29/07/1991 | Volvo/Tennis Los Angeles, Los Angeles                  | World Series           | Dur (ext.)      | Brad Gilbert        | 6-2, 65-7, 6-3              |          |
| 6  | 12/08/1991 | RCA Championships, Indianapolis                        | Championship Series    | Dur (ext.)      | Boris Becker        | 7-62, 3-6, 6-3              |          |
| 7  | 14/10/1991 | Grand Prix de tennis de Lyon, Lyon                     | World Series           | Moquette (int.) | Olivier Delaitre    | 6-1, 6-1                    |          |
| 8  | 12/11/1991 | ATP Tour World Championships, Francfort                | Masters                | Moquette (int.) | Jim Courier         | 3-6, 7-65, 6-3, 6-4         | Parcours |
| 9  | 17/02/1992 | U.S. Pro Indoor, Philadelphie                          | Championship Series    | Moquette (int.) | Amos Mansdorf       | 6-1, 7-64, 2-6, 7-62        |          |
| 10 | 20/07/1992 | Philips Head Cup, Kitzbühel                            | World Series           | Terre (ext.)    | Alberto Mancini     | 6-3, 7-5, 6-3               |          |
| 11 | 10/08/1992 | Thriftway ATP Championships, Cincinnati                | Championship Series SW | Dur (ext.)      | Ivan Lendl          | 6-3, 3-6, 6-3               |          |
| 12 | 17/08/1992 | RCA Championships, Indianapolis                        | Championship Series    | Dur (ext.)      | Jim Courier         | 6-4, 6-4                    |          |
| 13 | 19/10/1992 | Grand Prix de tennis de Lyon, Lyon                     | World Series           | Moquette (int.) | Cédric Pioline      | 6-4, 6-2                    |          |
| 14 | 11/01/1993 | Peters NSW Open, Sydney                                | World Series           | Dur (ext.)      | Thomas Muster       | 7-67, 6-1                   | Parcours |
| 15 | 12/03/1993 | Lipton Championships, Key Biscayne                     | Super 9                | Dur (ext.)      | MaliVai Washington  | 6-3, 6-2                    | Parcours |
| 16 | 05/04/1993 | Japan Open, Tokyo                                      | Championship Series    | Dur (ext.)      | Brad Gilbert        | 6-2, 6-2, 6-2               |          |
| 17 | 12/04/1993 | Salem Open, Hong Kong                                  | World Series           | Dur (ext.)      | Jim Courier         | 6-3, 61-7, 7-62             |          |
| 18 | 21/06/1993 | The Championships, Wimbledon                           | G. Chelem              | Gazon (ext.)    | Jim Courier         | 7-63, 7-66, 3-6, 6-3        | Parcours |
| 19 | 30/08/1993 | US Open, New York                                      | G. Chelem              | Dur (ext.)      | Cédric Pioline      | 6-4, 6-4, 6-3               | Parcours |
| 20 | 18/10/1993 | Grand Prix de tennis de Lyon, Lyon                     | World Series           | Moquette (int.) | Cédric Pioline      | 7-65, 1-6, 7-5              |          |
| 21 | 08/11/1993 | European Community Championships, Anvers               | World Series           | Moquette (int.) | Magnus Gustafsson   | 6-1, 6-4                    |          |
| 22 | 10/01/1994 | Peters NSW Open, Sydney                                | World Series           | Dur (ext.)      | Ivan Lendl          | 7-65, 6-4                   | Parcours |
| 23 | 17/01/1994 | Australian Open, Melbourne                             | G. Chelem              | Dur (ext.)      | Todd Martin         | 7-64, 6-4, 6-4              | Parcours |
| 24 | 28/02/1994 | Newsweek Champions Cup, Indian Wells                   | Super 9                | Dur (ext.)      | Petr Korda          | 4-6, 6-3, 3-6, 6-3, 6-2     | Parcours |
| 25 | 07/03/1994 | Lipton Championships, Key Biscayne                     | Super 9                | Dur (ext.)      | Andre Agassi        | 5-7, 6-3, 6-3               | Parcours |
| 26 | 28/03/1994 | Salem Open, Osaka                                      | World Series           | Dur (ext.)      | Lionel Roux         | 6-2, 6-2                    |          |
| 27 | 04/04/1994 | Japan Open, Tokyo                                      | Championship Series    | Dur (ext.)      | Michael Chang       | 6-4, 6-2                    |          |
| 28 | 09/05/1994 | Italian Open, Rome                                     | Super 9                | Terre (ext.)    | Boris Becker        | 6-1, 6-2, 6-2               |          |
| 29 | 20/06/1994 | The Championships, Wimbledon                           | G. Chelem              | Gazon (ext.)    | Goran Ivanišević    | 7-62, 7-65, 6-0             | Parcours |
| 30 | 07/11/1994 | European Community Championships, Anvers               | World Series           | Moquette (int.) | Magnus Larsson      | 7-65, 6-4                   |          |
| 31 | 15/11/1994 | ATP Tour World Championships, Francfort                | Masters                | Moquette (int.) | Boris Becker        | 4-6, 6-3, 7-5, 6-4          | Parcours |
| 32 | 06/03/1995 | Newsweek Champions Cup, Indian Wells                   | Super 9                | Dur (ext.)      | Andre Agassi        | 7-5, 6-3, 7-5               | Parcours |
| 33 | 12/06/1995 | Stella Artois Championships, Londres                   | World Series           | Gazon (ext.)    | Guy Forget          | 7-63, 7-66                  |          |
| 34 | 26/06/1995 | The Championships, Wimbledon                           | G. Chelem              | Gazon (ext.)    | Boris Becker        | 65-7, 6-2, 6-4, 6-2         | Parcours |
| 35 | 28/08/1995 | US Open, New York                                      | G. Chelem              | Dur (ext.)      | Andre Agassi        | 6-4, 6-3, 4-6, 7-5          | Parcours |
| 36 | 30/10/1995 | Open de Paris-Bercy, Paris                             | Super 9                | Moquette (int.) | Boris Becker        | 7-65, 6-4, 6-4              |          |
| 37 | 12/02/1996 | Sybase Open, San José                                  | World Series           | Dur (int.)      | Andre Agassi        | 6-2, 6-3                    |          |
| 38 | 19/02/1996 | Kroger St. Jude International, Memphis                 | Championship Series    | Dur (int.)      | Todd Martin         | 6-4, 7-62                   |          |
| 39 | 08/04/1996 | Salem Open, Hong Kong                                  | World Series           | Dur (ext.)      | Michael Chang       | 6-4, 3-6, 6-4               |          |
| 40 | 15/04/1996 | Japan Open Tennis Championships, Tokyo                 | Championship Series    | Dur (ext.)      | Richey Reneberg     | 6-4, 7-5                    |          |
| 41 | 12/08/1996 | RCA Championships, Indianapolis                        | Championship Series    | Dur (ext.)      | Goran Ivanišević    | 7-63, 7-5                   |          |
| 42 | 26/08/1996 | US Open, New York                                      | G. Chelem              | Dur (ext.)      | Michael Chang       | 6-1, 6-4, 7-63              | Parcours |
| 43 | 23/09/1996 | Davidoff Swiss Indoors, Bâle                           | World Series           | Dur (int.)      | Hendrik Dreekmann   | 7-5, 6-2, 6-0               |          |
| 44 | 19/11/1996 | ATP Tour World Championships, Hanovre                  | Masters                | Moquette (int.) | Boris Becker        | 3-6, 7-65, 7-64, 611-7, 6-4 | Parcours |
| 45 | 13/01/1997 | Australian Open, Melbourne                             | G. Chelem              | Dur (ext.)      | Carlos Moyà         | 6-2, 6-3, 6-3               | Parcours |
| 46 | 10/02/1997 | Sybase Open, San José                                  | World Series           | Dur (int.)      | Greg Rusedski       | 3-6, 5-0 ab.                |          |
| 47 | 24/02/1997 | Advanta Championships, Philadelphie                    | Championship Series    | Dur (int.)      | Patrick Rafter      | 5-7, 7-64, 6-3              |          |
| 48 | 23/06/1997 | The Championships, Wimbledon                           | G. Chelem              | Gazon (ext.)    | Cédric Pioline      | 6-4, 6-2, 6-4               | Parcours |
| 49 | 04/08/1997 | Great American Insurance ATP Championships, Cincinnati | Super 9                | Dur (ext.)      | Thomas Muster       | 6-4, 6-4, 6-3               |          |
| 50 | 23/09/1997 | Grand Slam Cup, Munich                                 | Masters                | Moquette (int.) | Patrick Rafter      | 6-2, 6-4, 7-5               |          |
| 51 | 27/10/1997 | Open de Paris-Bercy, Paris                             | Super 9                | Moquette (int.) | Jonas Björkman      | 6-3, 4-6, 6-3, 6-1          |          |
| 52 | 10/11/1997 | ATP Tour World Championships, Hanovre                  | Masters                | Dur (int.)      | Ievgueni Kafelnikov | 6-3, 6-2, 6-2               | Parcours |
| 53 | 23/02/1998 | Advanta Championships, Philadelphie                    | Series Gold            | Dur (int.)      | Thomas Enqvist      | 7-5, 7-63                   |          |
| 54 | 27/04/1998 | Verizon Tennis Challenge, Atlanta                      | Int' Series            | Terre (ext.)    | Jason Stoltenberg   | 62-7, 6-3, 7-64             |          |
| 55 | 22/06/1998 | The Championships, Wimbledon                           | G. Chelem              | Gazon (ext.)    | Goran Ivanišević    | 62-7, 7-611, 6-4, 3-6, 6-2  | Parcours |
| 56 | 12/10/1998 | CA-TennisTrophy, Vienne                                | Series Gold            | Moquette (int.) | Karol Kučera        | 6-3, 7-63, 6-1              |          |
| 57 | 07/06/1999 | Stella Artois Championships, Londres                   | Int' Series            | Gazon (ext.)    | Tim Henman          | 61-7, 6-4, 7-64             |          |
| 58 | 21/06/1999 | The Championships, Wimbledon                           | G. Chelem              | Gazon (ext.)    | Andre Agassi        | 6-3, 6-4, 7-5               | Parcours |
| 59 | 26/07/1999 | Mercedes-Benz Cup, Los Angeles                         | Int' Series            | Dur (ext.)      | Andre Agassi        | 7-63, 7-61                  | Parcours |
| 60 | 09/08/1999 | Great American Insurance ATP Championships, Cincinnati | Super 9                | Dur (ext.)      | Patrick Rafter      | 7-67, 6-3                   | Parcours |
| 61 | 22/11/1999 | ATP Tour World Championships, Hanovre                  | Masters                | Dur (int.)      | Andre Agassi        | 6-1, 7-5, 6-4               | Parcours |
| 62 | 20/03/2000 | Ericsson Championships, Miami                          | Masters Series         | Dur (ext.)      | Gustavo Kuerten     | 6-1, 62-7, 7-65, 7-68       | Parcours |
| 63 | 26/06/2000 | The Championships, Wimbledon                           | G. Chelem              | Gazon (ext.)    | Patrick Rafter      | 610-7, 7-65, 6-4, 6-2       | Parcours |
| 64 | 26/08/2002 | US Open, New York                                      | G. Chelem              | Dur (ext.)      | Andre Agassi        | 6-3, 6-4, 5-7, 6-4          | Parcours |

### Finales en simple (24)[3]
| No | Date       | Nom et lieu du tournoi                                 | Catégorie              | Surface         | Vainqueur        | Score                    |          |
| -- | ---------- | ------------------------------------------------------ | ---------------------- | --------------- | ---------------- | ------------------------ | -------- |
| 1  | 11/02/1991 | Ebel U.S. Pro Indoor, Philadelphie                     | Championship Series    | Moquette (int.) | Ivan Lendl       | 5-7, 6-4, 6-4, 3-6, 6-3  |          |
| 2  | 17/06/1991 | Manchester Open, Manchester                            | World Series           | Gazon (ext.)    | Goran Ivanišević | 6-4, 6-4                 |          |
| 3  | 05/08/1991 | Thriftway ATP Championships, Cincinnati                | Championship Series SW | Dur (ext.)      | Guy Forget       | 2-6, 7-64, 6-4           |          |
| 4  | 28/10/1991 | Open de Paris-Bercy, Paris                             | Championship Series SW | Moquette (int.) | Guy Forget       | 7-69, 4-6, 5-7, 6-4, 6-4 |          |
| 5  | 27/04/1992 | Verizon Tennis Challenge, Atlanta                      | World Series           | Terre (ext.)    | Andre Agassi     | 7-5, 6-4                 |          |
| 6  | 01/09/1992 | US Open, New York                                      | G. Chelem              | Dur (ext.)      | Stefan Edberg    | 3-6, 6-4, 7-65, 6-2      | Parcours |
| 7  | 15/11/1993 | ATP Tour World Championships, Francfort                | Masters                | Moquette (int.) | Michael Stich    | 7-63, 2-6, 7-67, 6-2     | Parcours |
| 8  | 06/06/1994 | Stella Artois Championships, Londres                   | World Series           | Gazon (ext.)    | Todd Martin      | 7-64, 7-64               |          |
| 9  | 06/12/1994 | Grand Slam Cup, Munich                                 | Masters                | Moquette (int.) | Magnus Larsson   | 7-66, 4-6, 7-65, 6-4     |          |
| 10 | 16/01/1995 | Australian Open, Melbourne                             | G. Chelem              | Dur (ext.)      | Andre Agassi     | 4-6, 6-1, 7-66, 6-4      | Parcours |
| 11 | 13/03/1995 | Lipton Championships, Key Biscayne                     | Super 9                | Dur (ext.)      | Andre Agassi     | 3-6, 6-2, 7-64           | Parcours |
| 12 | 24/07/1995 | Canadian Open, Montréal                                | Super 9                | Dur (ext.)      | Andre Agassi     | 3-6, 6-2, 6-3            |          |
| 13 | 16/10/1995 | Grand Prix de tennis de Lyon, Lyon                     | World Series           | Moquette (int.) | Wayne Ferreira   | 7-63, 5-7, 6-3           |          |
| 14 | 21/10/1996 | Eurocard Open, Stuttgart                               | Super 9                | Moquette (int.) | Boris Becker     | 3-6, 6-3, 3-6, 6-3, 6-4  | Parcours |
| 15 | 09/02/1998 | Sybase Open, San José                                  | Int' Series            | Dur (int.)      | Andre Agassi     | 6-2, 6-4                 |          |
| 16 | 10/08/1998 | Great American Insurance ATP Championships, Cincinnati | Super 9                | Dur (ext.)      | Patrick Rafter   | 1-6, 7-62, 6-4           | Parcours |
| 17 | 02/11/1998 | Open de Paris-Bercy, Paris                             | Super 9                | Moquette (int.) | Greg Rusedski    | 6-4, 7-64, 6-3           | Parcours |
| 18 | 12/06/2000 | Stella Artois Championships, Londres                   | Int' Series            | Gazon (ext.)    | Lleyton Hewitt   | 6-4, 6-4                 |          |
| 19 | 28/08/2000 | US Open, New York                                      | G. Chelem              | Dur (ext.)      | Marat Safin      | 6-4, 6-3, 6-3            | Parcours |
| 20 | 12/03/2001 | TMS Indian Wells, Indian Wells                         | Masters Series         | Dur (ext.)      | Andre Agassi     | 7-65, 7-5, 6-1           | Parcours |
| 21 | 23/07/2001 | Mercedes-Benz Cup, Los Angeles                         | Int' Series            | Dur (ext.)      | Andre Agassi     | 6-4, 6-2                 | Parcours |
| 22 | 20/08/2001 | TD Waterhouse Cup, Long Island                         | Int' Series            | Dur (ext.)      | Tommy Haas       | 6-3, 3-6, 6-2            |          |
| 23 | 27/08/2001 | US Open, New York                                      | G. Chelem              | Dur (ext.)      | Lleyton Hewitt   | 7-64, 6-1, 6-1           | Parcours |
| 24 | 22/04/2002 | U.S. Men's Clay Court Championships, Houston           | Int' Series            | Terre (ext.)    | Andy Roddick     | 7-69, 6-3                | Parcours |

### Titres en double (2)
| No. | Date         | Tournoi                              | Surface      | Partenaire  | Adversaires en finale          | Score    |
| 1.  | 15 mai 1989  | Italian Open, Rome                   | Terre Battue | Jim Courier | Danilo Marcelino Mauro Menezes | 6-4, 6-3 |
| 2.  | 12 juin 1995 | Stella Artois Championships, Londres | Gazon        | Todd Martin | Jan Apell Jonas Björkman       | 7-6, 6-4 |

### Finales en double (2)
| No. | Date           | Tournoi                                   | Surface      | Partenaire      | Adversaires en finale      | Score         |
| 1.  | 1er mai 1989   | WCT Tournament of Champions, Forest Hills | Terre Battue | Jim Courier     | Rick Leach Jim Pugh        | 6-4, 6-2      |
| 2.  | 1er avril 1991 | Verizon Tennis Challenge, Orlando         | Dur          | Nicolás Pereira | Luke Jensen Scott Melville | 6-7, 7-6, 6-3 |

## Parcours dans les tournois duGrand Chelem

### En simple
| Année | Open d'Australie | Open d'Australie | Internationaux de France | Internationaux de France | Wimbledon       | Wimbledon       | US Open         | US Open    |
| ----- | ---------------- | ---------------- | ------------------------ | ------------------------ | --------------- | --------------- | --------------- | ---------- |
| 1988  | —                | —                | —                        | —                        | —               | —               | 1er tour (1/64) | J. Yzaga   |
| 1989  | 1er tour (1/64)  | C. Saceanu       | 2e tour (1/32)           | M. Chang                 | 1er tour (1/64) | T. Woodbridge   | 1/8 de finale   | J. Berger  |
| 1990  | 1/8 de finale    | Y. Noah          | —                        | —                        | 1er tour (1/64) | C. van Rensburg | Victoire        | A. Agassi  |
| 1991  | —                | —                | 2e tour (1/32)           | T. Champion              | 2e tour (1/32)  | D. Rostagno     | 1/4 de finale   | J. Courier |
| 1992  | —                | —                | 1/4 de finale            | A. Agassi                | 1/2 finale      | G. Ivanišević   | Finale          | S. Edberg  |
| 1993  | 1/2 finale       | S. Edberg        | 1/4 de finale            | S. Bruguera              | Victoire        | J. Courier      | Victoire        | C. Pioline |
| 1994  | Victoire         | T. Martin        | 1/4 de finale            | J. Courier               | Victoire        | G. Ivanišević   | 1/8 de finale   | J. Yzaga   |
| 1995  | Finale           | A. Agassi        | 1er tour (1/64)          | G. Schaller              | Victoire        | Bo. Becker      | Victoire        | A. Agassi  |
| 1996  | 3e tour (1/16)   | M. Philippoussis | 1/2 finale               | I. Kafelnikov            | 1/4 de finale   | R. Krajicek     | Victoire        | M. Chang   |
| 1997  | Victoire         | C. Moyà          | 3e tour (1/16)           | M. Norman                | Victoire        | C. Pioline      | 1/8 de finale   | P. Korda   |
| 1998  | 1/4 de finale    | K. Kučera        | 2e tour (1/32)           | R. Delgado               | Victoire        | G. Ivanišević   | 1/2 finale      | P. Rafter  |
| 1999  | —                | —                | 2e tour (1/32)           | A. Medvedev              | Victoire        | A. Agassi       | —               | —          |
| 2000  | 1/2 finale       | A. Agassi        | 1er tour (1/64)          | M. Philippoussis         | Victoire        | P. Rafter       | Finale          | M. Safin   |
| 2001  | 1/8 de finale    | T. Martin        | 2e tour (1/32)           | G. Blanco                | 1/8 de finale   | R. Federer      | Finale          | L. Hewitt  |
| 2002  | 1/8 de finale    | M. Safin         | 1er tour (1/64)          | A. Gaudenzi              | 2e tour (1/32)  | G. Bastl        | Victoire        | A. Agassi  |

N.B. : à droite du résultat se trouve le nom de l'ultime adversaire.

#### Vainqueur (14)
| Année | Tournoi              | Adversaire en finale | Score                     |
| 1990  | US Open              | Andre Agassi         | 6-4, 6-3, 6-2             |
| 1993  | Wimbledon            | Jim Courier          | 7-63, 7-66, 3-6, 6-3      |
| 1993  | US Open (2)          | Cédric Pioline       | 6-4, 6-4, 6-3             |
| 1994  | Open d'Australie     | Todd Martin          | 7-64, 6-4, 6-4            |
| 1994  | Wimbledon (2)        | Goran Ivanišević     | 7-62, 7-65, 6-0           |
| 1995  | Wimbledon (3)        | Boris Becker         | 65-7, 6-2, 6-4, 6-2       |
| 1995  | US Open (3)          | Andre Agassi         | 6-4, 6-3, 4-6, 7-5        |
| 1996  | US Open (4)          | Michael Chang        | 6-1, 6-4, 7-63            |
| 1997  | Open d'Australie (2) | Carlos Moyà          | 6-2, 6-3, 6-3             |
| 1997  | Wimbledon (4)        | Cédric Pioline       | 6-4, 6-2, 6-4             |
| 1998  | Wimbledon (5)        | Goran Ivanišević     | 62-7, 7-69, 6-4, 3-6, 6-2 |
| 1999  | Wimbledon (6)        | Andre Agassi         | 6-3, 6-4, 7-5             |
| 2000  | Wimbledon (7)        | Patrick Rafter       | 610-7, 7-65, 6-4, 6-2     |
| 2002  | US Open (5)          | Andre Agassi         | 6-3, 6-4, 5-7, 6-4        |

#### Finaliste (4)
| Année | Tournoi          | Adversaire en finale | Score               |
| 1992  | US Open          | Stefan Edberg        | 6-3, 4-6, 65-7, 2-6 |
| 1995  | Open d'Australie | Andre Agassi         | 6-4, 1-6, 66-7, 4-6 |
| 2000  | US Open (2)      | Marat Safin          | 4-6, 3-6, 3-6       |
| 2001  | US Open (3)      | Lleyton Hewitt       | 64-7, 1-6, 1-6      |

### En double
| Année | Open d'Australie           | Open d'Australie    | Internationaux de France  | Internationaux de France | Wimbledon                | Wimbledon        | US Open                    | US Open                 |
| ----- | -------------------------- | ------------------- | ------------------------- | ------------------------ | ------------------------ | ---------------- | -------------------------- | ----------------------- |
| 1988  | —                          | —                   | —                         | —                        | —                        | —                | 1er tour (1/32) J. Palmer  | S. Davis J. Hlasek      |
| 1989  | 2e tour (1/16) G. Donnelly | R. Leach J. Pugh    | 2e tour (1/16) J. Courier | C. Saceanu M. Stich      | 1/8 de finale J. Courier | R. Leach J. Pugh | 1er tour (1/32) J. Courier | A. Antonitsch J. Canter |
| 1990  | 1er tour (1/32) J. Courier | D. Cassidy G. Pozzi | —                         | —                        | —                        | —                | 1er tour (1/32) J. Courier | J. Brown S. Melville    |

N.B. : le nom du ou de la partenaire se trouve sous le résultat ; le nom des ultimes adversaires se trouve à droite.

## Résultats auMasters de tennis
| Année | Lieu      | Résultat    | Tour                     | Adversaires                                                                 | Scores                                                           |
| ----- | --------- | ----------- | ------------------------ | --------------------------------------------------------------------------- | ---------------------------------------------------------------- |
| 1990  | Allemagne | Round Robin | RR RR RR                 | Stefan Edberg Emilio Sánchez Andre Agassi                                   | 5-7, 4-6 6-2, 6-4 4-6, 2-6                                       |
| 1991  | Allemagne | Vainqueur   | Finale Demi-finale RR RR | Jim Courier Ivan Lendl Boris Becker Andre Agassi Michael Stich              | 3-6, 7-6, 6-3, 6-4 6-2, 6-3 4-6, 7-6, 1-6 6-3, 1-6, 6-3 6-2, 7-6 |
| 1992  | Allemagne | Demi-finale | Demi-finale RR RR        | Jim Courier Petr Korda Stefan Edberg Boris Becker                           | 6-7, 6-7 3-6, 6-3, 6-3 6-3, 3-6, 7-5 7-6, 7-6                    |
| 1993  | Allemagne | Finale      | Finale Demi-finale RR RR | Michael Stich Andreï Medvedev Sergi Bruguera Stefan Edberg Goran Ivanišević | 6-7, 6-2, 6-7, 2-6 6-3, 6-0 6-3, 1-6, 6-3 6-3, 7-6 6-3, 4-6, 6-2 |
| 1994  | Allemagne | Vainqueur   | Finale Demi-finale RR RR | Boris Becker Andre Agassi Goran Ivanišević Stefan Edberg Boris Becker       | 4-6, 6-3, 7-5, 6-4 4-6, 7-6, 6-3 6-3, 6-4 4-6, 6-3, 7-6 5-7, 5-7 |
| 1995  | Allemagne | Demi-finale | Demi-finale RR RR        | Michael Chang Wayne Ferreira Boris Becker Ievgueni Kafelnikov               | 4-6, 4-6 6-7, 6-4, 3-6 6-2, 7-6 6-3, 6-3                         |
| 1996  | Allemagne | Vainqueur   | Finale Demi-finale RR RR | Boris Becker Goran Ivanišević Ievgueni Kafelnikov Boris Becker Andre Agassi | 3-6, 7-6, 7-6, 6-7, 6-4 6-7, 7-6, 7-5 6-4, 6-4 6-7, 6-7 6-2, 6-1 |
| 1997  | Allemagne | Vainqueur   | Finale Demi-finale RR RR | Ievgueni Kafelnikov Jonas Björkman Patrick Rafter Greg Rusedski Carlos Moyà | 6-3, 6-2, 6-2 6-3, 6-4 6-4, 6-1 6-4, 7-5 3-6, 7-6, 2-6           |
| 1998  | Allemagne | Demi-finale | Demi-finale RR RR        | Àlex Corretja Carlos Moyà Karol Kučera Ievgueni Kafelnikov                  | 6-4, 3-6, 6-7 6-3, 6-3 6-2, 6-1 6-2, 6-4                         |
| 1999  | Allemagne | Vainqueur   | Finale Demi-finale RR RR | Andre Agassi Nicolas Kiefer Nicolás Lapentti Andre Agassi Gustavo Kuerten   | 6-1, 7-5, 6-4 6-3, 6-3 7-6, 7-6 2-6, 2-6 6-2, 6-3                |
| 2000  | Lisbonne  | Demi-finale | Demi-finale RR RR        | Gustavo Kuerten Marat Safin Àlex Corretja Lleyton Hewitt                    | 7-6, 3-6, 4-6 6-3, 6-2 7-6, 7-5 5-7, 0-6                         |

### Vainqueur (5)
| Année | Lieu      | Adversaire en finale | Score                   |
| 1991  | Allemagne | Jim Courier          | 3-6, 7-6, 6-3, 6-4      |
| 1994  | Allemagne | Boris Becker         | 4-6, 6-3, 7-5, 6-4      |
| 1996  | Allemagne | Boris Becker         | 3-6, 7-6, 7-6, 6-7, 6-4 |
| 1997  | Allemagne | Ievgueni Kafelnikov  | 6-3, 6-2, 6-2           |
| 1999  | Allemagne | Andre Agassi         | 6-1, 7-5, 6-4           |

### Finaliste (1)
| Année | Lieu      | Adversaire en finale | Score              |
| 1993  | Allemagne | Michael Stich        | 6-7, 6-2, 6-7, 2-6 |

## Parcours dans lesMasters Series
Les Masters Series n'apparaissent qu'en 1990. Sampras a cependant participé aux tournois d'Indian Wells et de Cincinnati en 1988 et en 1989, ainsi qu'à ceux de Rome et de Miami cette dernière année.
| Année | Indian Wells              | Miami                     | Monte-Carlo              | Rome                     | Hambourg                 | Canada                  | Cincinnati               | Stockholm puis Essen puis Stuttgart puis Madrid | Paris                       |
| ----- | ------------------------- | ------------------------- | ------------------------ | ------------------------ | ------------------------ | ----------------------- | ------------------------ | ----------------------------------------------- | --------------------------- |
| 1990  | 2e tour R. Reneberg       | 1/4 de finale Forfait     | —                        | —                        | —                        | 1/2 finale M. Chang     | 1/8 de finale M. Chang   | 1/2 finale Bo. Becker                           | 1/8 de finale G. Raoux      |
| 1991  | —                         | 2e tour R. Gilbert        | —                        | 2e tour F. Santoro       | 1/8 de finale K. Nováček | 2e tour S. Matsuoka     | Finale G. Forget         | 1/4 de finale Bo. Becker                        | Finale G. Forget            |
| 1992  | 1/8 de finale J. Hlasek   | 1/4 de finale M. Chang    | 2e tour C.-U. Steeb      | 1/4 de finale P. Korda   | —                        | —                       | Victoire I. Lendl        | 1/2 finale G. Forget                            | 2e tour H. Leconte          |
| 1993  | 1/8 de finale A. Volkov   | Victoire M. Washington    | —                        | 1/2 finale G. Ivanišević | —                        | 1/8 de finale B. Steven | 1/2 finale S. Edberg     | 2e tour C. Costa                                | 1/4 de finale G. Ivanišević |
| 1994  | Victoire P. Korda         | Victoire A. Agassi        | —                        | Victoire Bo. Becker      | —                        | —                       | —                        | 1/2 finale Bo. Becker                           | 1/4 de finale A. Agassi     |
| 1995  | Victoire A. Agassi        | Finale A. Agassi          | 2e tour P. Haarhuis      | 1er tour F. Santoro      | 1/2 finale A. Medvedev   | Finale A. Agassi        | 1/4 de finale M. Stich   | 1/2 finale T. Muster                            | Victoire Bo. Becker         |
| 1996  | 1/4 de finale P. Haarhuis | 1/2 finale G. Ivanišević  | —                        | —                        | —                        | —                       | 1/4 de finale T. Enqvist | Finale Bo. Becker                               | 2e tour M. Rosset           |
| 1997  | 2e tour B. Ulihrach       | 1/2 finale S. Bruguera    | 2e tour M. Larsson       | 1er tour J. Courier      | —                        | —                       | Victoire T. Muster       | 1/8 de finale R. Krajicek                       | Victoire J. Björkman        |
| 1998  | 1/8 de finale T. Muster   | 3e tour W. Ferreira       | 1/8 de finale F. Santoro | 1/8 de finale M. Chang   | —                        | 1/4 de finale A. Agassi | Finale P. Rafter         | 1/2 finale R. Krajicek                          | Finale G. Rusedski          |
| 1999  | 2e tour F. Mantilla       | 1/4 de finale R. Krajicek | —                        | 2e tour F. Meligeni      | —                        | —                       | Victoire P. Rafter       | —                                               | 1/8 de finale Forfait       |
| 2000  | 1/4 de finale T. Enqvist  | Victoire G. Kuerten       | —                        | —                        | 2e tour A. Di Pasquale   | 1/4 de finale M. Safin  | 1/8 de finale T. Henman  | —                                               | —                           |
| 2001  | Finale A. Agassi          | 3e tour A. Roddick        | —                        | 1er tour H. Levy         | 1er tour A. Calatrava    | —                       | 2e tour A. Martín        | 1/4 de finale M. Mirnyi                         | —                           |
| 2002  | 1/2 finale L. Hewitt      | 3e tour F. González       | —                        | 1er tour F. Mantilla     | 1er tour M. Mirnyi       | 1/8 de finale T. Haas   | 2e tour W. Arthurs       | —                                               | —                           |

N.B. : sous le résultat se trouve le nom de l’ultime adversaire.

### Vainqueur (11)
| Année | Tournoi          | Adversaire en finale | Score                   |
| 1992  | Cincinnati       | Ivan Lendl           | 6-3, 3-6, 6-3           |
| 1993  | Miami            | MaliVai Washington   | 6-3, 6-2                |
| 1994  | Indian Wells     | Petr Korda           | 4-6, 6-3, 3-6, 6-3, 6-2 |
| 1994  | Miami (2)        | Andre Agassi         | 5-7, 6-3, 6-3           |
| 1994  | Rome             | Boris Becker         | 6-1, 6-2, 6-2           |
| 1995  | Indian Wells (2) | Andre Agassi         | 7-5, 6-3, 7-5           |
| 1995  | Paris            | Boris Becker         | 7-6, 6-4, 6-4           |
| 1997  | Cincinnati (2)   | Thomas Muster        | 6-3, 6-4                |
| 1997  | Paris (2)        | Jonas Björkman       | 6-3, 4-6, 6-3, 6-1      |
| 1999  | Cincinnati (3)   | Patrick Rafter       | 7-6, 6-3                |
| 2000  | Miami (3)        | Gustavo Kuerten      | 6-1, 6-7, 7-6, 7-6      |

### Finaliste (8)
| Année | Tournoi      | Adversaire en finale | Score                   |
| 1991  | Cincinnati   | Guy Forget           | 6-2, 6-7, 4-6           |
| 1991  | Paris        | Guy Forget           | 6-7, 6-4, 7-5, 4-6, 4-6 |
| 1995  | Miami        | Andre Agassi         | 6-3, 2-6, 6-7           |
| 1995  | Canada       | Andre Agassi         | 6-3, 2-6, 6-7           |
| 1996  | Stuttgart    | Boris Becker         | 6-3, 3-6, 6-3, 3-6, 4-6 |
| 1998  | Cincinnati   | Patrick Rafter       | 6-1, 6-7, 4-6           |
| 1998  | Paris        | Greg Rusedski        | 4-6, 6-7, 3-6           |
| 2001  | Indian Wells | Andre Agassi         | 6-7, 5-7, 1-6           |

## Confrontations avec ses principaux adversaires
Seulement dans les tournois ATP et ITF, avec au minimum neuf confrontations.
| Joueur              | Meilleur classement | Confrontations | Victoires | Défaites | Pourcentage de victoire |
| ------------------- | ------------------- | -------------- | --------- | -------- | ----------------------- |
| Richard Krajicek    | 4                   | 10             | 4         | 6        | 40.0                    |
| Lleyton Hewitt      | 1                   | 9              | 4         | 5        | 44.4                    |
| Michael Stich       | 2                   | 9              | 4         | 5        | 44.4                    |
| Wayne Ferreira      | 6                   | 13             | 7         | 6        | 53.8                    |
| Guy Forget          | 4                   | 9              | 5         | 4        | 55.6                    |
| Stefan Edberg       | 1                   | 14             | 8         | 6        | 57.2                    |
| Andre Agassi        | 1                   | 34             | 20        | 14       | 58.8                    |
| Michael Chang       | 2                   | 20             | 12        | 8        | 60.0                    |
| Boris Becker        | 1                   | 19             | 12        | 7        | 63.2                    |
| Goran Ivanišević    | 2                   | 18             | 12        | 6        | 66.7                    |
| Mark Philippoussis  | 8                   | 10             | 7         | 3        | 70.0                    |
| Petr Korda          | 2                   | 17             | 12        | 5        | 70.6                    |
| Patrick Rafter      | 1                   | 16             | 12        | 4        | 75.0                    |
| Jim Courier         | 1                   | 20             | 16        | 4        | 80.0                    |
| Thomas Enqvist      | 4                   | 11             | 9         | 2        | 81.8                    |
| Todd Martin         | 4                   | 22             | 18        | 4        | 81.8                    |
| Thomas Muster       | 1                   | 11             | 9         | 2        | 81.8                    |
| Ievgueni Kafelnikov | 1                   | 13             | 11        | 2        | 84.6                    |
| Jonas Björkman      | 4                   | 10             | 9         | 1        | 90.0                    |
| Greg Rusedski       | 4                   | 10             | 9         | 1        | 90.0                    |
| Cédric Pioline      | 5                   | 9              | 9         | 0        | 100.0                   |
| Total               | -                   | 304            | 211       | 93       | 69.4                    |

## Résumé des gains annuels
| Année    | Grands Chelems | Total des titres | Gains ($)  | Classement des gains |
| -------- | -------------- | ---------------- | ---------- | -------------------- |
| 1988     | 0              | 0                | 41 190     | -                    |
| 1989     | 0              | 0                | 87 989     | -                    |
| 1990     | 1              | 4                | 2 900 057  | -                    |
| 1991     | 0              | 4                | 1 908 413  | -                    |
| 1992     | 0              | 5                | 1 995 087  | -                    |
| 1993     | 2              | 8                | 4 579 325  | -                    |
| 1994     | 2              | 10               | 4 857 812  | -                    |
| 1995     | 2              | 5                | 5 415 066  | -                    |
| 1996     | 1              | 8                | 3 702 919  | -                    |
| 1997     | 2              | 8                | 6 498 311  | 1                    |
| 1998     | 1              | 4                | 3 931 497  | 1                    |
| 1999     | 1              | 5                | 2 816 406  | 2                    |
| 2000     | 1              | 2                | 2 254 598  | 5                    |
| 2001     | 0              | 0                | 994 331    | 11                   |
| 2002     | 1              | 1                | 1 222 999  | 12                   |
| Carrière | 14             | 64               | 43 280 489 | 2                    |

## Records personnels
Principaux records de Pete Sampras :
- Record de titres à l'US Open : 5 (record dans l'ère Open, à égalité avec Jimmy Connors et Roger Federer).
- Record de finales de tournois du Grand Chelem remportées consécutivement : 8 (record absolu).
- Record du vainqueur de l'US Open le plus précoce : 19 ans et 28 jours (record absolu).
- Record de saisons consécutives terminées en tant que no 1 mondial ATP : 6.